# E3 2011
La Electronic Entertainment Expo 2011, comunament conegut com a E3 2011, va ser la 17ª celebració de la Electronic Entertainment Expo. L'esdeveniment va tenir lloc a Los Angeles Convention Center a Los Angeles, Califòrnia. Va començar el 7 de juny de 2011 i va finalitzar el 9 de juny de 2011, amb 46.800 assistents totals. E3 2011 es va emetre a la canal G4.
Els principals moments destacats de l'espectacle de 2011 van incloure una demostració de Sony de la pròxima generació de consola portàtil, la PlayStation Vita; la presentació oficial de la consola domèstica de Nintendo Wii U; i la presentació de Microsoft el molt esperat joc, Halo 4.

## Rodes de premsa
Com en anys anteriors, la conferència va estar dominada pels anuncis dels tres principals fabricants de la consoles: Microsoft, Sony i Nintendo. Els analistes de tecnologia consideren la presentació de la Nintendo Wii U i la tauleta llavors sense nom per ser l'esdeveniment més gran de l'E3, amb la consola portàtil de Sony PlayStation Vita va generar molta atenció a la premsa. El sistema Wii U va ser acreditat per diversos mitjans de comunicació com a la consola de "següent generació". Microsoft no va anunciar cap llançament de maquinari important, però va mostrar diversos jocs per al seu sistema de joc sense control Kinect.

### Konami
Konami va celebrar el seu propi esdeveniment pre-E3 el 2 de juny per mostrar els seus propers jocs. L'aparador va mostrar esdeveniments en directe en diverses ciutats, incloent-hi Los Angeles, San Francisco, Toronto, São Paulo, i Ciutat de Mèxic.

### Microsoft
La roda de premsa de Microsoft va tenir lloc el 6 de juny a les 9:00 am (PDT). Es va centrar en la Xbox 360; Es va anomenar l'esdeveniment "Xbox 360 E311 Media Briefing". Call of Duty: Modern Warfare 3 es va mostrar durant la conferència de premsa de Microsoft.

### Electronic Arts
Electronic Arts va actuar el 6 de juny a les 12:30 p.m. (PDT).

### Ubisoft
Ubisoft va celebrar una roda de premsa el 6 de juny a les 2:30 p.m. (PDT).

### Sony
La roda de premsa de Sony va tenir lloc el 6 de juny a les 5:00 p.m. (PDT). No obstant això, la conferència es va retardar durant 16 minuts. La conferència de premsa es va centrar en el proper dispositiu de la companyia, PlayStation Vita, i la PlayStation 3.

### Nintendo
La conferència de premsa de Nintendo va tenir lloc el 7 de juny a les 9:00 am (PDT) al Nokia Theatre. Nintendo va donar a conèixer el successor de la consola Wii, la Wii U, que es va llançar el 2012. Es va poder jugar amb un prototip de la consola als assistents de l'esdeveniment.

## Llista de jocs destacats exhibits
Aquesta és una llista de títols notables que van aparèixer a l'E3 2011.
| 2K Games - BioShock Infinite (PC, PS3, Xbox 360) - Duke Nukem Forever (PC, PS3, Xbox 360) - The Darkness II (PC, PS3, Xbox 360) - X-COM (PC, Xbox 360) Activision - Call of Duty: Modern Warfare 3 (PC, PS3, Xbox 360) - Prototype 2 (PC, PS3, Xbox 360) - Skylanders: Spyro's Adventure (PC,PS3, Wii, Xbox 360) - Spider-Man: Edge of Time (PS3, Wii, Xbox 360) - X-Men: Destiny (PS3, Xbox 360) Atlus - Catherine (PS3, Xbox 360) Bethesda - Prey 2 (PC, PS3, Xbox 360) - Rage (PC, PS3, Xbox 360) - The Elder Scrolls V: Skyrim (PC, PS3, Xbox 360) Capcom - Asura's Wrath (PS3, Xbox 360) - DmC: Devil May Cry (PS3, Xbox 360) - Megaman Legends 3 (3DS) - Resident Evil: Operation Raccoon City (PC, PS3, Xbox 360) - Resident Evil: Revelations (3DS) - Resident Evil: The Mercenaries 3D (3DS) - Street Fighter X Tekken (PS3, Xbox 360, Vita) Crytek - Ryse: Son of Rome (Xbox 360) Deep Silver - Dead Island (PC, PS3, Xbox 360) - Risen 2: Dark Waters (PC, PS3, Xbox 360) Electronic Arts - Battlefield 3 (PC, PS3, Xbox 360) - FIFA 12 (3DS, PC, PS3, PSP, Wii, Xbox 360) - Fuse (PS3, Xbox 360) - Kingdoms of Amalur: Reckoning (PC, PS3, Xbox 360) - Madden NFL 12 (3DS, PC, PS3, PSP, Wii, Xbox 360) - Mass Effect 3 (PC, PS3, Xbox 360) - Need for Speed: The Run (3DS, PC, PS3, Wii, Xbox 360) - Shadows of the Damned (PS3, Xbox 360) - SSX (PS3, Xbox 360) - Star Wars: The Old Republic (PC) - The Sims 3: Pets (PC, PS3, Xbox 360, Wii, DS, 3DS) - The Sims Social (Navigator) Focus Home Interactive - Testament Of Sherlock Holmes (PC, PS3, Xbox 360) Konami - Metal Gear Solid HD Collection (PS3, Xbox 360) - Metal Gear Solid 3: Snake Eater 3D (3DS) - Silent Hill: Book of Memories (Vita) - Silent Hill: Downpour (PS3, Xbox 360) - Silent Hill Collection (PS3, Xbox 360) - Zone of the Enders HD Collection (PS3, Xbox 360) | Lionhead Studios - Fable: The Journey (Xbox 360) LucasArts - Kinect Star Wars (Xbox 360) Microsoft - Forza Motorsport 4 (Xbox 360) - Gears of War 3 (Xbox 360) - Halo: Combat Evolved Anniversary (Xbox 360) - Halo 4 (Xbox 360) - Kinect Disneyland Adventures (Xbox 360) - Kinect Sports: Season Two (Xbox 360) - Dance Central 2 (Xbox 360) Namco Bandai - Ace Combat 3D (3DS) - Ace Combat: Assault Horizon (PS3, Xbox 360) - Dark Souls (PS3, Xbox 360) - Inversion (PS3, Xbox 360) - Ridge Racer Unbounded (3DS, PC, PS3, Xbox 360) - Soulcalibur V (PS3, Xbox 360) - Tales of Graces (PS3) - Tales of the Abyss (3DS) - Tekken (Wii U) Natsume - Rune Factory: Tides of Destiny (PS3, Wii) Nintendo - Animal Crossing 3DS (3DS) - Dragon Quest Monsters: Joker 2 (DS) - Fortune Street (Wii) - Kid Icarus: Uprising (3DS) - Kirby Wii (Wii) - Luigi's Mansion: Dark Moon (3DS) - Mario Kart 7 (3DS) - Mario Party 9 (Wii) - Paper Mario (3DS) - Star Fox 64 3D (3DS) - Super Mario 3D Land (3DS) - Super Smash Bros. for Nintendo 3DS and Wii U (3DS, Wii U) - The Legend of Zelda: Ocarina of Time 3D (3DS) - The Legend of Zelda: Skyward Sword (Wii) - Jocs de Wii U (Wii U) Nival - Prime World (PC) Sega - Aliens: Colonial Marines (PC, PS3, Wii U, Xbox 360) - Anarchy Reigns (PS3, Xbox 360) - Binary Domain (PS3, Xbox 360) - Captain America: Super Soldier (PC, PS3, Wii, Xbox 360) - Renegade Ops (PC, PS3, Xbox 360) - Rise of Nightmares (Xbox 360) - Shinobi (3DS) - Sonic Generations (PS3, Xbox 360, 3DS) | Sony - God of War: Origins Collection (PS3) - The Ico & Shadow of the Colossus Collection (PS3) - Journey (PS3) - Ratchet & Clank: All 4 One (PS3) - Resistance 3 (PS3) - Sly Cooper: Thieves in Time (PS3) - Starhawk (PS3) - Twisted Metal (PS3) - Uncharted: Golden Abyss (PS Vita) - Uncharted 3: Drake's Deception (PS3) - Jocs de PlayStation Vita (Vita) Square Enix - Deus Ex: Human Revolution (PC, PS3, Xbox 360) - Dungeon Siege III (PC, PS3, Xbox 360) - Final Fantasy XIII-2 (PS3, Xbox 360) - Hitman: Absolution (PC, PS3, Xbox 360) - Tomb Raider (PC, PS3, Xbox 360) THQ - Darksiders II (PS3, Wii U, Xbox 360) - Devil's Third (Xbox 360, PS3) - Saints Row: The Third (Xbox 360, PS3, PC) - WWE '12 (PS3, Xbox 360, Wii) - UFC Undisputed 3 (PS3, Xbox 360) Koei Tecmo - Dynasty Warriors (Vita) - Ninja Gaiden 3 (PS3, Wii U, Xbox 360) Traveller's Tales - Lego City Undercover (3DS, Wii U) Ubisoft - The Adventures of Tintin: Secret of the Unicorn (PC, PS3, Xbox 360) - Assassin's Creed: Revelations (PC, PS3, Xbox 360, Wii U) - Brothers in Arms: Furious 4 (PC, PS3, Xbox 360) - Call of Juarez: The Cartel (PC, PS3, Xbox 360) - Driver: Renegade 3D (3DS) - Driver: San Francisco (PC, PS3, Xbox 360) - Far Cry 3 (PC, PS3, Xbox 360) - Just Dance 3 (PS3, Xbox 360, Wii) - Rayman Origins (PS3, Wii, Xbox 360) - Rocksmith (PC, PS3, Xbox 360) - Tom Clancy's Ghost Recon Phantoms (PC, Wii U) - Tom Clancy's Ghost Recon: Future Soldier (DS, PC, PS3, Xbox 360) - TrackMania 2 (PC) - Your Shape: Fitness Evolved 2012 - ZombiU (Wii U) Warner Bros. - Bastion (PC, Xbox 360) - Batman: Arkham City (PC, PS3, Wii U, Xbox 360) - The Lord of the Rings: War in the North (PC, PS3, Xbox 360) Wargaming - World of Tanks (PC) |

## Llista d'expositors notables
Aquesta és una llista dels principals expositors de videojocs que van fer aparicions a l'E3 2011.
| - 2K Games - Activision - Atari - Atlus - Bethesda - Capcom - Codemasters - Crytek - Disney - EA | - Epic Games - Focus Home Interactive - Konami - LucasArts - Majesco Entertainment - Microsoft - Namco Bandai - Natsume - Nintendo - Nival - Paradox | - Sega - Sony - Square Enix - Koei Tecmo - THQ - Ubisoft - Warner Bros. - Wargaming |